# Kenneth Mitchell
Kenneth Alexander Mitchell (Toronto, 25 november 1974 – Los Angeles, 24 februari 2024) was een Canadees acteur.

## Biografie
Mitchell studeerde landschapsarchitectuur aan de universiteit van Guelph.
Hij trouwde in 2006 met Susan May Pratt, met wie hij een dochter (2007) en een zoon (2012) kreeg.
In februari 2020 maakte Mitchell bekend dat hij aan de ziekte Amyotrofe laterale sclerose (ALS) leed. Hij overleed aan deze ziekte op 24 februari 2024, op de leeftijd van 49 jaar.

## Filmografie

### Films
Uitgezonderd korte films.
- 2019 Captain Marvel – als Joseph Danvers
- 2017 Blood Honey – als Neil Heath
- 2015 Broad Squad – als Jim Pearse
- 2013 Tasmanian Devils – als Jayne
- 2011 Partners – als rechercheur Ray Henry
- 2010 The Quinn-tuplets – als Joe Quinn
- 2007 Home of the Giants – als Keith Morrison
- 2007 '77 – als John Dykstra
- 2005 Tennis, Anyone...? – als Nick Allen
- 2004 Miracle – als Ralph Cox
- 2003 The Recruit – als Alan
- 2002 Charms for the Easy Life – als Tom Hawkins III

### Televisieseries
Uitgezonderd eenmalige gastrollen.
- 2022 The Old Man – als Joe – 3 afl.
- 2017-2021 Star Trek: Discovery – als Kol – 10 afl.
- 2019-2020 Nancy Drew – als Joshua Dodd – 6 afl.
- 2016-2017 Frequency – als Deacon Joe Hurley – 6 afl.
- 2016 Notorious – als rechercheur Ken Matthews – 3 afl.
- 2014-2015 Astronaut Wives Club – als Deke Slayton – 10 afl.
- 2014 Switched at Birth – als Wes – 12 afl.
- 2009 Iron Road – als Edgar – 2 afl.
- 2008-2009 Ghost Whisperer – als Sam Lucas – 15 afl.
- 2009 Meteor: Path to Destruction – als Russ Hapscomb – 2 afl.
- 2006-2008 Jericho – als Eric Green – 26 afl.
- 2002 Odyssey 5 – als Marc Taggart – 10 afl.
- 2001 Leap Years – als Spencer Matthew – 9 afl.

- Gemeinsame Normdatei: 1321717660
- International Standard Name Identifier: 0000 0000 9993 3767
- Library of Congress Control Number: n79066806
- Nationale Bibliotheek van Israël: 987007320171305171
- Istituto Centrale per il Catalogo Unico: SBNV109144
- Virtual International Authority File: 72517276
- WorldCat: E39PBJyCJpDTHMMPwxRHVBM3wC